# Allianz Stadium (Sydney)
Das Allianz Stadium war ein Rugby- und Fußballstadion im Vorort Moore Park der australischen Großstadt Sydney. Anfang Oktober 2018 wurde es geschlossen und 2019 für einen Neubau abgerissen.

## Geschichte
Das damalige Sydney Football Stadium wurde 1988 an der Stelle des früheren Sydney Sports Ground als erstes „rechteckiges Stadion“ in Sydney errichtet. Anfangs wurde es hauptsächlich als Austragungsort für Partien der Rugby League genutzt, später wurde dort aber auch für Rugby Union und Fußball gespielt. Es wurde als Ergänzung zu dem in unmittelbarer Nähe befindlichen Sydney Cricket Ground errichtet, da sich das dortige ovale Spielfeld weniger gut für Sportarten wie Fußball oder Rugby eignete.
Bei seiner Eröffnung hatte das Stadion 41.159 Sitzplätze, gegenwärtig bietet es 45.500 Plätze, davon 44.000 Sitzplätze. Der Zuschauerrekord liegt bei 43.967, erzielt 1993 beim Qualifikationsspiel für die Fußball-Weltmeisterschaft 1994 zwischen Australien und Argentinien.
2002 wurde ein Sponsoringvertrag mit Aussie Home Loans abgeschlossen und die Anlage von Sydney Football Stadium in Aussie Stadium umbenannt. Nach dem Auslaufen des Vertrages im Jahr 2007 hieß die Spielstätte wieder Sydney Football Stadium. Ende Februar 2012 erhielt es durch die Allianz Group einen neuen Namen und trug bis zur Schließung die Bezeichnung Allianz Stadium.
Das über 30 Jahre alte Allianz Stadium soll durch einen Neubau ersetzt werden. Wegen der hohen Kosten für eine Modernisierung entschied sich der Bundesstaat New South Wales für ein neues Stadion. Das Architekturbüro Bates Smart plante den Bau über der Sydney Central Station, dem Hauptbahnhof der Stadt, im Zentrum Sydneys. Dies sollte die Verkehrsprobleme am alten Stadion lösen. Im Oktober 2018 entschied sich die Stadt für einen Neubau am alten Standort am Moore Park. Das neue Stadion soll eine rechteckige Form erhalten und 40.000 bis 45.000 überdachte Sitzplätze mit verbesserten Sichtachsen bieten. Des Weiteren soll das Angebot an Speisen und Getränke verbessert und die Anbindung an den öffentlichen Nahverkehr ausgebaut werden. Die Arbeiten sollten Ende 2018 beginnen und bis Anfang 2022 andauern. Die Baukosten sollten bei 729 Mio. AUD (etwa 455 Mio. €) liegen.
Als letzte Veranstaltung vor der Schließung gab der kanadische Jazz-Sänger Michael Bublé am 5. Oktober 2018 ein Konzert in einer Abschiedsshow für das Sydney Football Stadium.

### Neubau
Im April 2020 begannen die Arbeiten am neuen Sydney Football Stadium bzw. Allianz Stadium mit 45.000 Plätzen, welches im Oktober 2022 fertiggestellt werden sollte. Die Kosten für das Bauprojekt stiegen und beliefen sich auf 874 Mio. AUD (rund 596 Mio. €).
Nach rund 29 Monaten Bauzeit konnte der Neubau am 28. August 2022 eröffnet werden. Die erste Partie im Stadion bestritten die Sydney Roosters gegen die South Sydney Rabbitohs (26:16) vor 41.906 Zuschauern. Bis dato gültiger Besucherrekord.

## Galerie

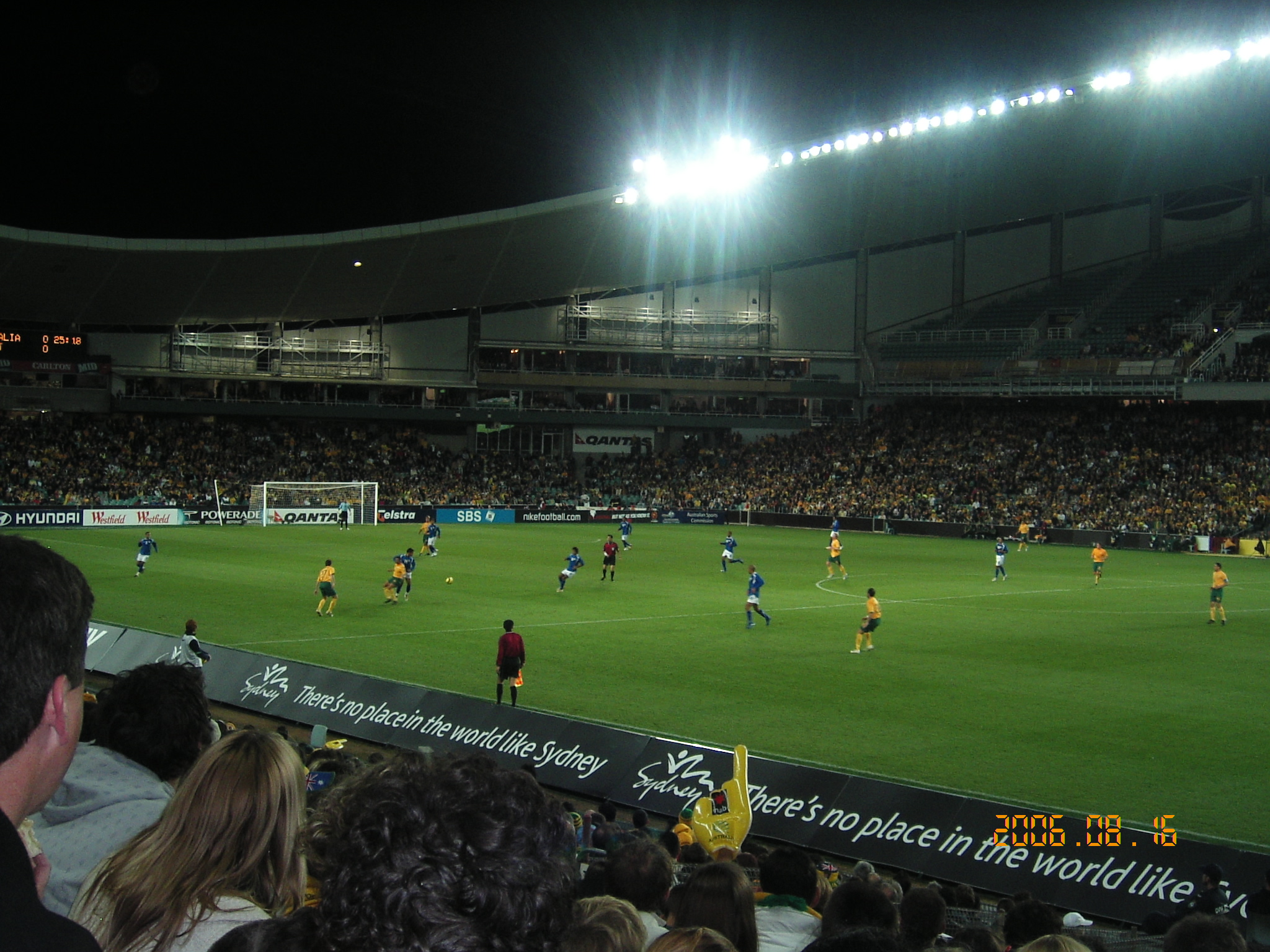
Fußballländerspiel zwischen Australien und Kuwait (2:0) am 16. August 2006
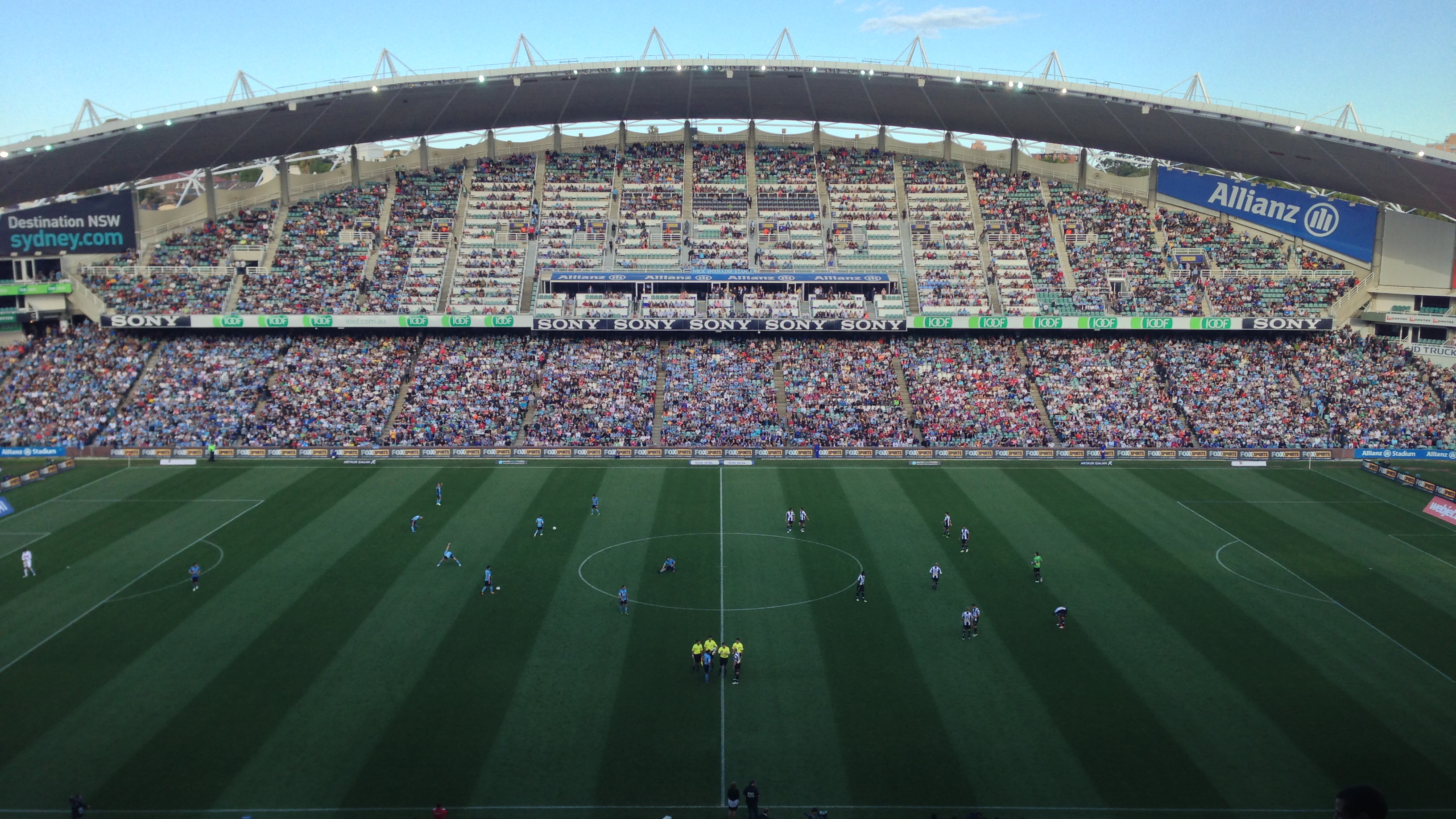
Das Allianz Stadium am 13. Oktober 2012 vor dem Spiel des Sydney FC gegen die Newcastle United Jets.
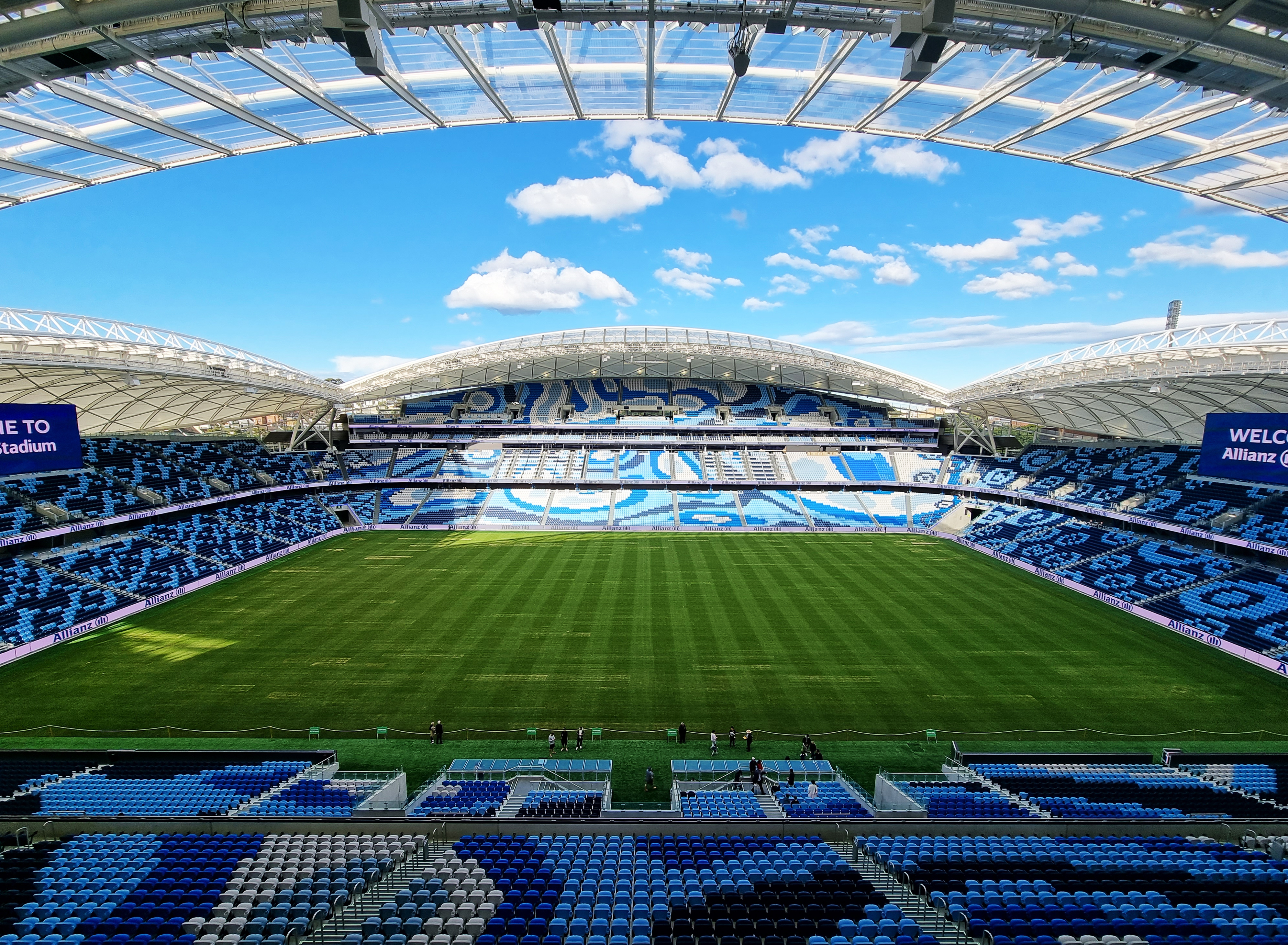
Das neue Allianz Stadium im August 2022

Panorama